# Great Salt Pond (Sint Maarten)
El Great Salt Pond (en neerlandés: Grote Zoutpan; en francés: Étang salé de Grande Baie; Estaque Salado de la Gran Bahía)  es un lago salado al norte de Philipsburg en la parte sur y central de Sint Maarten una dependencia de los Países Bajos en el Mar Caribe.
El lago está bordeado por una estrecha franja de tierra , que se encuentra en Philipsburg , separada de la Gran Bahía ( Great Bay ) , en el Mar Caribe. El lago fue reducido en parte debido a que la Compañía de sal de las indias occidentales fue enviada la Gran Bahía. El lago de sal esta frente a Philipsburg especialmente de los edificios del gobierno. Al este del lago hay lago salado más pequeño, en Little Bay.